# Pedro de Sousa Holstein
Pedro de Sousa Holstein (Torí, 8 de maig de 1781 - Lisboa, 12 d'octubre de 1850) va Duc de Palmela, polític i militar portuguès del període de la monarquia. Va ser primer comte (1812), primer marquès (1823) i primer duc de Palmela (1850). També va ser primer duc del Faial (des de 1833). Líder destacat dels cartistes (la facció més conservadora del liberalisme portuguès), va representar a Portugal en el Congrés de Viena. Va ser per incomptables vegades Ministre d'Afers exteriors, i, entre 1834-1835, en 1842 i en 1846, Primer Ministre. A més, va servir com ambaixador en Copenhaguen, Berlín, Roma, Madrid i Londres.